# Balbino de Xangô
Balbino Daniel de Paula ou Balbino de Xangô ou Obaraí - é o babalorixá do Ilê Axé Opô Aganju, em Lauro de Freitas, Bahia.

## Biografia
Foi iniciado por Mãe Senhora do Ilê Axé Opô Afonjá, um dos maiores conhecedores de sua religião. Fez algumas viagens à África (Benin e Nigéria) para conhecer as origens das religiosas de matriz africana. Foi incentivado e acompanhado por Pierre Fatumbi Verger, para abrir seu próprio Terreiro em Lauro de Freitas.
Participou de vários seminários no exterior, de exposições sobre o Candomblé, sendo que a mais recente foi na Alemanha com o título de Black Gods in Exile.
As festas em seu Terreiro em homenagem aos Orixás, são famosas pelo rigor da liturgia e beleza.